# Scissicauda disjuncta
Scissicauda disjuncta is een keversoort uit de familie glimwormen (Lampyridae). De wetenschappelijke naam van de soort werd voor het eerst geldig gepubliceerd in 1896 door E. Olivier.